# Cletodes endopodita
Cletodes endopodita är en kräftdjursart som först beskrevs av Schriever 1984.  Cletodes endopodita ingår i släktet Cletodes, och familjen Cletodidae. Arten har ej påträffats i Sverige.